# Michał Cichy
Michał Cichy (* 1967 in Warschau) ist ein polnischer Schriftsteller und Publizist.

## Leben
Cichy besuchte das Gymnasium in Warschau und studierte nach dem Abitur Geschichte und Kunstgeschichte an der Universität Warschau, beendete jedoch nur sein Studium der Geschichte. Noch als Student wurde er von Grzegorz Lindenberg als Redaktionsgehilfe der neu gegründeten Zeitung Gazeta Wyborcza angestellt, wo er von 1993 bis 1998 den Kulturteil leitete. Daneben war er von 1997 bis 2002 Mitbegründer und Sekretär des Nike-Literaturpreises. Zudem arbeitete er mehrere Jahre mit dem United States Holocaust Memorial Museum zusammen, für das er Interviews mit polnischen Zeitzeugen führte.
Als Schriftsteller debütierte er 2014 mit dem Buch Zawsze jest dzisiaj, für das er 2015 mit dem Literaturpreis Gdynia ausgezeichnet wurde.

## Publikationen
- Zawsze jest dzisiaj. 2014.
- Pozwól rzece płynąć. 2017.

## Auszeichnungen
- 2015: Literaturpreis Gdynia in der Kategorie Prosa für Zawsze jest dzisiaj